# U.S. Men's Clay Court Championships 2013
U.S. Men's Clay Court Championships 2013 — тенісний турнір, що проходив на ґрунтових кортах у місті Х'юстон, США з 8 квітня. Належав до категорії ATP World Tour 250.

## Фінальна частина

### Одиночний розряд
Джон Ізнер —  Ніколас Альмагро 6–3, 7–5

### Парний розряд
Джеймі Маррей /  Джон Пірс (тенісист) —  Боб Браян /  Майк Браян 1–6, 7–6(7–3), [12–10]